# Selenocosmia kulluensis
Selenocosmia kulluensis là một loài nhện trong họ Theraphosidae.
Loài này thuộc chi Selenocosmia. Selenocosmia kulluensis được Ralph Vary Chamberlin miêu tả năm 1917.